# Delfínids
Els delfínids (Delphinidae), també anomenats dofins oceànics per distingir-los dels platanistoïdeus o dofins de riu, són una família de cetacis odontocets molt heterogènia, que comprèn 37 espècies actuals. Fan entre 2 i 8 metres de longitud, amb el cos fusiforme i el cap de gran mida, el musell allargat i només un espiracle a la part superior del cap (orifici respiratori que molts animals marins tenen per al contacte de l'aire o l'aigua amb el seu sistema respiratori intern). Són carnívors estrictes. Estan entre les espècies més intel·ligents que habiten el planeta. Es troben relativament a prop de les costes i sovint interactuen amb l'ésser humà. Com altres cetacis, els dofins utilitzen els sons, la dansa i el salt per comunicar-se, orientar-se i atrapar les seves preses; a més utilitzen l'ecolocalització. Avui en dia, les principals amenaces a les quals estan exposats són de naturalesa antròpica.

## Anatomia
Per convergència evolutiva la seva anatomia té molta similitud amb el gènere extint de rèptils marins anomenat Ichthyosaurus.
Les espècies pertanyents a la família Dephinidae posseeixen un cos fusiforme, adaptat a la natació ràpida. L'aleta de la cua, anomenada caudal, s'utilitza per la propulsió, mentre que les aletes pectorals són usades pel control direccional de la natació. Els patrons bàsnics de coloració de la pell són tons grisosos, amb major claredat al ventre i rangs més foscos al llom. Sovint es combina amb línies i taques de diferent tint i contrast.
Igual que altres odontocets, en el cap posseeixen el meló, un òrgan esfèric que utilitzen per la ecolocalització. En vàries espècies de la família, les mandíbules s'allarguen, format un musell prim distintiu. Posseeixen dentició homodonta, amb un nombre de peces dentals que oscil·la de 20 a 50 en cada mandíbula. Respiren a través d'un sol orifici a la part superior del cap, anomenat espiracle.
El cervell és gros, amb l'escorça cerebral bastant desenvolupada en comparació amb la mitjana dels mamífers.

## Comportament
Els dofins sovint són considerats com un dels animals més intel·ligents del planeta. La comparació d'intel·ligència entre diferents espècies és complicada a causa, entre altres coses, de les diferències a l'aparell sensorial, als modes de resposta i a la naturalesa de la cognició. Tot i així, el comportament dels dofins s'ha estudiat extensament, tant en captivitat com en la natura.